# Quicksilver
«Quicksilver» (с англ. — «Ртуть») — инструментальная композиция группы Pink Floyd с альбома 1969 года More — саундтрека к фильму Барбета Шрёдера «Ещё» (More). Представлена на второй стороне LP четвёртым по счёту треком. «Quicksilver» является одной из шести композиций альбома, написанной всеми участниками группы. Pink Floyd исполняли композицию «Quicksilver» под названием «Sleeping» как часть сюиты «The Man», входившей в концертный тур 1969 года The Man and The Journey.

## Фильм «Ещё»
В фильме «Ещё» звучат три фрагмента композиции «Quicksilver». Первый сопровождает кадры, в которых главные герои картины, Стефан и Эстелла, вернувшись после купания в море, отдыхают во дворе дома с видом на побережье, курят кальян и беседуют, Стефан задаёт Эстелле вопрос, для чего она снова принимала героин. Звуки «Quicksilver» обрываются после того, как кассета доиграла до конца и магнитофон отключился. Второй фрагмент звучит после кадров, в которых Эстелла убеждает Стефана сделать героиновую инъекцию. Главные герои, находясь в наркотическом опьянении, созерцают как ртуть (англ. quicksilver) катается в чаше. В третий раз фрагмент «Quicksilver» предшествует кадрам, в которых Стефан и Эстелла принимают ЛСД и уезжают на такси в горы, где поют мантры, обратившись в сторону заходящего солнца, после чего музыка звучит в тот момент, когда главные герои сидят, обнявшись, на камне, одновременно с этим фотоснимки увеличенных камней, листьев, цветов и кадр глаза во весь экран сопровождают размышления Стефана.

## Участники записи
- Дэвид Гилмор — гитара, звуковые эффекты;
- Роджер Уотерс — гонг, звуковые эффекты;
- Ричард Райт — орган, виброфон;
- Ник Мейсон — ударные.